# Нижні Сірогози
Ни́жні Сірого́зи — селище Генічеського району Херсонської області, колишній районний центр, колишній центр Нижньо-Сірогозької волості Мелітопольського повіту Таврійської губернії. Населення становить 4 834 осіб. Орган місцевого самоврядування — Нижньосірогозька селищна рада.

## Географія

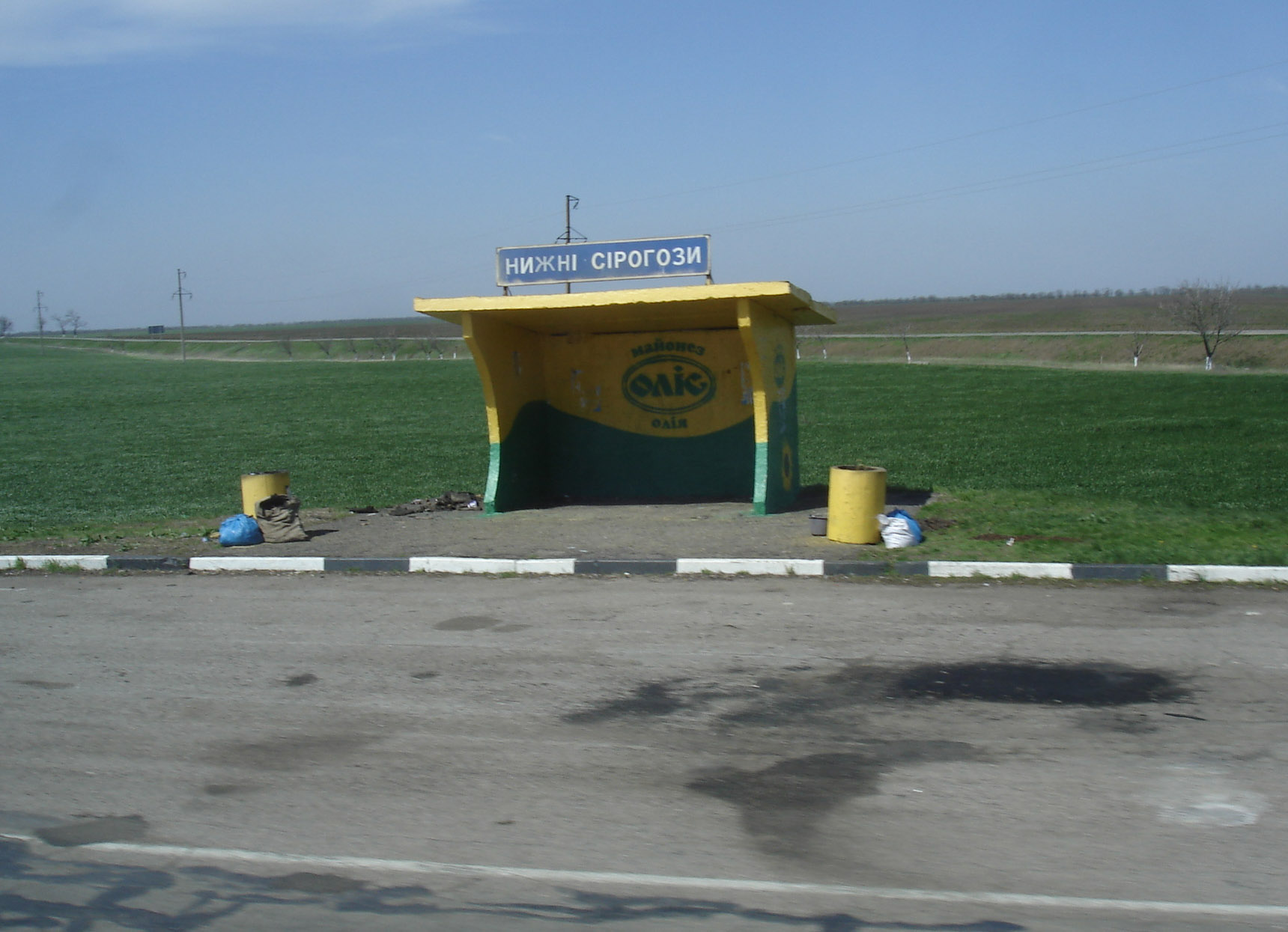
Нижні Сірогози на автостраді.

Селище розташоване за 15 км від залізничної станції Сірогози на лінії Снігурівка — Федорівка. Відстань до обласного центру становить близько 167 км і проходить переважно автошляхом E58. Селище перетинає водойма (річка) Балка Великі Сірогози.

## Населення

### Чисельність
| 1939    | 1959    | 1970    | 1979    | 1989    | 2001    | 2003    |
| ------- | ------- | ------- | ------- | ------- | ------- | ------- |
| 6 791   | ▼ 5 494 | ▲ 6 088 | ▲ 6 607 | ▲ 6 747 | ▼ 6 021 | ▼ 5 870 |
| 2004    | 2005    | 2006    | 2007    | 2008    | 2009    | 2010    |
| ▼ 5 759 | ▼ 5 657 | ▼ 5 500 | ▼ 5 396 | ▼ 5 342 | ▼ 5 271 | ▼ 5 194 |
| 2011    | 2012    | 2013    | 2014    | 2015    | 2016    | 2017    |
| ▼ 5 137 | ▼ 5 087 | ▼ 5 020 | ▼ 4 982 | ▼ 4 921 | ▼ 4 882 | ▼ 4 834 |
| 2018    | 2019    | 2020    | 2021    | 2022    |         |         |
| ▼ 4 751 | ▼ 4 700 | ▼ 4 626 | ▼ 4 544 | ▼ 4 451 |         |         |

### Мова
Розподіл населення за рідною мовою за даними перепису 2001 року:
| Мова            | Кількість | Відсоток |
| --------------- | --------- | -------- |
| українська      | 5549      | 92.61%   |
| російська       | 412       | 6.87%    |
| румунська       | 9         | 0.15%    |
| білоруська      | 6         | 0.10%    |
| вірменська      | 3         | 0.05%    |
| угорська        | 2         | 0.03%    |
| циганська       | 2         | 0.03%    |
| болгарська      | 1         | 0.02%    |
| німецька        | 1         | 0.02%    |
| інші/не вказали | 7         | 0.12%    |
| Усього          | 5992      | 100%     |

## Назва
Назва Сірогози, крім тутешніх місць, ніде не зустрічається. Існують декілька легенд і переказів. Деякі місцеві краєзнавці пояснюють назву селища, як перекручену слов'янську. Тобто, коли біля кургану Огуз зупинялися чумаки перечекати літню спеку, поряд із ними відпочивали потомлені воли. У розпеченому повітрі здалеку видно було лише сірі волячі роги, від яких і походить, начебто, назва.
Інші розповідають про величезні стада сірих гусей, що паслися на берегах Сірогозької балки. Згадують і сірих кіз — сайгаків, джейранів, деренів, що водилися в великій кількості. Втім найбільш правдоподібною є інша версія: Сірогози тюркською мовою — Жовтий Бик. Група курганів довгастої форми, що розташована поблизу селища, здалеку нагадувала спини биків, що лежать.

## Історичні відомості
на його території діяло аж два партизанські загони Купріянова та Височина.
Нижні Сірогози оточені порожніми полями, а це значно ускладнює роботу партизанів. Партизанити у лісах просто, а от у відкритому полі набагато складніше. Проте цим загонам вдалося протриматися до 1942 року. Територія Нижніх Сірогоз була заселена з давніх часів. Про це свідчать розкопані поблизу селища кургани з похованнями епохи бронзи (II тисячоліття до н. е.), Скіфів (VI і IV—III ст. до н. е.), Сарматів (III—II ст. до н. е.) і кочівників XI—XIII ст. н. е. Серед цих курганів виділяються Огуз, Малий Огуз і Діїв (IV—III ст. до н. е.), у похованнях яких знайдено безліч прикрас тонкої ювелірної роботи.
Нижні Сірогози засновані в 1812 році державними селянами — вихідцями з Харківської губернії. Заселення Нижніх Сірогоз почалося з північно-західної околиці, де балку Великі Сірогози перетинала літня гілка Муравського шляху. У 1833 році в селі налічувалося 274 двори і проживали 1123 особи. Нижні Сірогози були волосним центром і входили в Мелітопольський повіт Таврійської губернії. Жителі займалися в основному скотарством, а також землеробством. За селом числилося 26363 десятини землі, з якої частина була незручною. З ростом промислових міст і збільшенням попиту на хліб на світовому ринку скотарство поступилося першим місцем землеробству. Згідно закону 1866 року про поземельний устрій державних селян за селянами Нижніх Сірогоз були закріплені за сплату державного оброчної податі земельні наділи в безстрокове користування. У 1886 році їх перевели на обов'язковий викуп, який вони повинні були вносити протягом 44 років. Розмір викупних платежів на 45 відсотків перевищував державне оброчне мито.
У 1868 році в числі перших була утворена Сірогозька лікарська дільниця. У 1888 році збудовані приміщення стаціонару та амбулаторія.
Станом на 1886 рік в селі мешкало 4285 осіб, налічувалось 552 двори, існували православна церква, єврейський молитовний будинок, школа, фонтан сельтерської води, 2 бондарні, колісний завод, 2 різниці, 6 лавок, винний склад, 2 рейнських погреби, відбувалося 2 ярмарки на рік: 23 квітня та 29-31 серпня. За 7 верст — поштова станція. Метеостанція (з 1889 р.)
На початку 30-х років XIX ст. була утворена Сірогозька волость Мелітопольського повіту (з 1923 р. округ), у складі якого вона була до 1932 p., коли округи були ліквідовані.
На території діяло аж два партизанські загони Купріянова та Височина.
Нижні Сірогози оточені порожніми полями, а це значно ускладнює роботу партизанів. Партизанити у лісах просто, а от у відкритому полі набагато складніше. Проте цим загонам вдалося протриматися до 1942 року.
24 лютого 2022 року селище тимчасово окуповане російськими військами під час російсько-української війни.

## Історичні пам'ятки

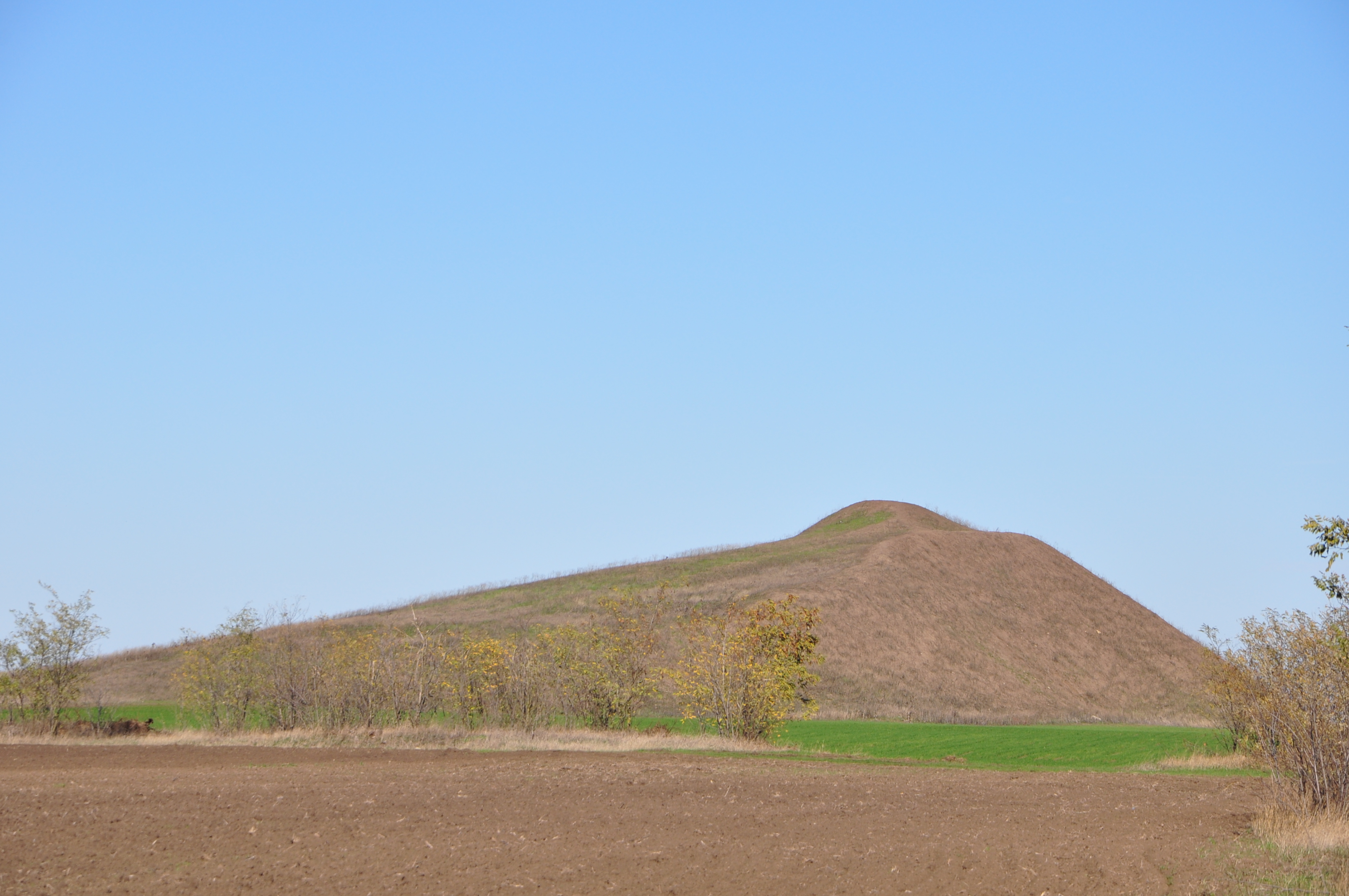
Сучасний вигляд кургану Огуз

- Курган Огуз поблизу села вважається однією з найяскравіших прадавніх пам'яток, знайдених на території Херсонської області. На думку деяких археологів, які проводили тут свої дослідження, цей пагорб можна вважати могилою нащадка скіфського царя Атея, який правив у IV столітті до н. е. Крім того, курган Огуз вважається одним з найбагатших курганів. Свідченням цього є численні знахідки прикрас, які тепер прикрашають скіфські колекції Ермітажу та Скарбниці Національного музею історії України. Серед них золоті платівки із зображенням Діоніса, рогатих грифонів та медузи Горгони.
- 1935 року в Нижніх Сірогозах було урочисто відкрито Будинок культури («клуб-театр») за проєктом всесвітньо відомого архітектора К. С. Мельникова. Будівля зберіглася до нашого часу[20].

## ЗМІ
Нижні Сірогози.City – незалежне медіа громади, засноване спільно громадською організацією Агенція розвитку локальних медіа "Або". З початком російсько-української війни продовжує щоденне оновлення сайту. Лишається одним з небагатьох українських медіа у тимчасово окупованій громаді.

## Відомі особистості
В поселенні народилися:
- Бурцев Федір Михайлович (1916—1942) — радянський воїн.
- Вахненко Валерій Анатолійович (1957—2016) — старшина Збройних сил України, учасник російсько-української війни.
- Гомон Геннадій Іванович — директор Нижньосірогозької ЦРЛ, заслужений лікар України[21].
- Федорко (Осипенко) Олександра Андріївна (1916—2010) — директорка Ботанічного саду Салгірка".
- Бегагоен Ізраїль Анатолійович (1914, Нижні Сірогози, Таврійська губернія — 1987, Кривий Ріг, Дніпропетровська область) — радянський учений в області гірської техніки, доктор технічних наук (1966), професор (1985). Заслужений діяч науки і техніки Української РСР (1973).

Нижні Сірогози.City [Архівовано 16 січня 2020 у Wayback Machine.] — міське інтернет-видання, запущене 2018 року колективом Нижні Сірогози.City та Агенцією розвитку локальних медіа «Або».